# No Turning Back
No Turning Back – jedyny solowy singel basisty Queen, Johna Deacona, wydany w 1986 roku. Miesiąc po jego wydaniu ukazał się album Biggles: Adventures in Time, zawierający muzykę do filmu o tym samym tytule. 
Obie płyty John Deacon nagrał z zespołem The Immortals, który tworzyli:
- John Deacon (gitara basowa)
- Lenny Zakatek (perkusja)
- Robert Ahwai (śpiew, gitara)